# Maria Aker
Maria Aker (Wervershoof, 1964) is een Nederlands schrijfster. Ze is bekend geworden door haar boek Mijn broer de neger, dat ze naar aanleiding van haar ervaringen op de eilanden Bonaire, Curaçao en Saba schreef, waar zij enige tijd gewoond heeft, zij het in romanvorm. De titel van het boek is een verwijzing naar Mijn zuster de negerin, een boek van Cola Debrot uit 1935.
Voordat Aker boeken publiceerde, schreef ze voor de krant Amigoe en was ze eigenaar van dagblad Groot Bonaire. Ze studeerde Nederlands, tekenen en onderwijsmanagement.

## Werken
- De sigarettenman en andere Caribische verhalen (2009), ISBN 9789048407729[1]
- Mijn broer de neger (2014), ISBN 9789054293743

- Digitale Bibliotheek voor de Nederlandse Letteren: aker017
- Gemeinsame Normdatei: 1063009936
- International Standard Name Identifier: 0000 0004 2330 4568
- Nederlandse Thesaurus van Auteursnamen: 369897471
- Virtual International Authority File: 305835539